# Ophiothrix platyactis
Ophiothrix platyactis är en ormstjärneart som beskrevs av Hubert Lyman Clark 1939. Ophiothrix platyactis ingår i släktet Ophiothrix och familjen Ophiothrichidae. Inga underarter finns listade i Catalogue of Life.